# Cooperazione rurale in Africa e America Latina
ACRA, è un'organizzazione non governativa laica e indipendente riconosciuta dal Ministero degli affari esteri italiano e dall'Unione europea. Dal 1968, ACRA lavora per migliorare la vita delle popolazioni del Sud del mondo e garantire un futuro alle nuove generazioni cooperando ad uno sviluppo sostenibile e partecipato. In ambito rurale, dove più del 70% degli abitanti vive con meno di un dollaro al giorno, ACRA lotta contro la povertà e la fame, per la valorizzazione della cultura e delle tradizioni locali, per la tutela del diritto e dell'accesso all'acqua, alle risorse naturali, alla salute, all'istruzione e al microcredito.
La metodologia d'intervento di ACRA nel Sud del Mondo si basa sulla democrazia partecipativa per attivare dinamiche di cosviluppo e autosviluppo coerenti con gli orientamenti culturali locali, nel rispetto degli equilibri socio-ambientali e nell'ottica di un vero e proprio partenariato Nord-Sud.
ACRA è presente in diversi paesi dell'Africa (Senegal, Ciad, Camerun, Burkina Faso, Tanzania), del  Centro e del  Sud America (Bolivia, Ecuador, Nicaragua, El Salvador, Honduras) dove promuove e realizza progetti di sviluppo sostenibile in ambito educativo, economico, ambientale e sanitario.
Sul  territorio italiano ed europeo, ACRA si fa portavoce delle istanze dei propri partners del Sud del mondo e promuove una cultura di pace, dialogo e scambio interculturale attraverso campagne di educazione, informazione e sensibilizzazione rivolte agli studenti delle scuole, alla società civile e alle istituzioni.